# Cartoons
Cartoons er et dansk popband, der er bedst kendt for eurodance coverversion af sangen "Witch Doctor" fra 1998 af Ross Bagdasarian fra 1958. Bandet kalder sig "Verdens største tegneserieband", og er iklædt aparte kostumer og parykker under deres koncerter, der var karikaturer af amerikanske rock and roll-stjerner fra 1950'erne. Mange af deres hits er coverversioner af gamle rockabillyhits. Med over 2 millioner solgte cd'er, er Cartoons et af de bedst sælgende danske bands nogensinde.[kilde mangler] De har modtaget både Grammy og Dansk Eksportpris, haft 2 top 10 hits i England samt medvirket i over 100 TV-shows.
Cartoons blev oprindeligt dannet under navnet The Scooters i slutningen af 1980'erne, der spillede rockabilly-musik fra 1950'erne og 1960'erne. The Scooters udgav i 1994 albummet Live at Woodstock. Gruppen skiftede i 1997 skiftede navn til Cartoons, og begyndte at lave "technobilly"-musik, som var gruppens eget udtryk for rock and roll blandet med eurodance.
Gruppen havde kontrakt med FLEX Records og flyttede senere til EMI.
Deres mest succesfulde single var "Witch Doctor", der nåede #2 på UK Singles Chart. I 1999 modtog de prisen for "Årets Danske Upfront Dance Udgivelse" ved Danish Music Awards og året efter fik de "Eksportprisen" ved samme prisudgivelse.
De fik yderligere succes i Storbritannien med deres Top 10 hit, "Doodah!" (en version af den amerikanske folkesang "Camptown Races"); Top 20 hittet "Aisy Waisy", som de optrådte med i Jim Davidsons program Generation Game; og Top 20 musikalbummet, Toonage (senere udgivet med flere sange under titlen More Toonage).
Deres andet album, Toontastic! nåede ikke debutens store succes, men inkluderede sangene "Diddley Dee", "Big Coconuts", og "Mama Loo", der var en genskrivning af Les Humphries Singers' sang.
Ifølge Jesper 'Sponge' Dukholt blev gruppen i 2001 tilbudt at spille i USA, men to uger før turneen skulle begynde, angreb Al Qaeda-terrorister det amerikanske World Trade Center den 11. september 2001.
"Vi kiggede på hinanden og sagde 'okay, der fik vi et vink med en vognstang. Nu stopper vi'," siger Jesper 'Sponge' Dukholt til B.T. om anledningen til bandets opløsning.
I 2005, få år efter deres opløsning, genforenedes bandet kort i forbindelse med udgivelsen af opsamlingsalbummet Greatest Toons!.
Siden gik der mere end et årti, før bandet genopstod og spillede koncert på festivallen Vi Elsker 90'erne i 2018. Koncerten blev fulgt op året efter med endnu et opsamlingsalbum, 'De Bedste', udgivet af Warner Music og X5. I 2023 udkom singlerne 'Shots' og 'Doodah 2k23', sidstnævnte udgivet sammen den italienske gruppe Marnage.

## Medlemmer
Bandets medlemmer bruger kunstnernavne, der passer til tegneserietemaet.
I den oprindelige opsætning bestod bandet af:
- Martin 'Toonie' Østengaard
- Jesper 'Sponge' Dukholt
- Erling 'Shooter' Jensen
- Dave 'Buzz' Stevens
- Natasja 'Puddy' Skov
- Karina 'Boop' Jensen

Efter bandets genopstand i 2018 er Jesper 'Sponge' Dukholt det eneste originale medlem af Cartoons, mens to andre medlemmer er døde og resten har forladt gruppen.

## Diskografi

### Albums

#### Studiealbums
| Toonage                     | - Udgivet: 1998 - Pladeselskab: Flex - Format: CD | 25 | 2 | 24 | 14 | 9 | 12 | 10 | 17 | - BPI: Guld |  |
| Toontastic!                 | - Udgivet: 2000 - Pladeselskab: Flex - Format: CD | —  | 7 | —  | —  | — | —  | —  | —  |             |  |
| "—" nåede ikke hitlisterne. |                                                   |    |   |    |    |   |    |    |    |             |  |

#### Opsamlingsabum
| Greatest Toons!             | - Udgivet: 2005 - Pladeselskab: CMC - Format: CD                                              | 20 |
| De Bedste                   | - Udgivet: 2019 - Pladeselskab: Warner Music Group, X5 Music Group - Format: Digital download | —  |
| "—" nåede ikke hitlisterne. |                                                                                               |    |

### Singler

#### Som hovedoptræden
| År                          | Titel               | Højeste hitlisteplacering | Højeste hitlisteplacering | Højeste hitlisteplacering | Højeste hitlisteplacering | Højeste hitlisteplacering | Højeste hitlisteplacering | Højeste hitlisteplacering | Højeste hitlisteplacering | Højeste hitlisteplacering | Højeste hitlisteplacering | Certificeringer | Album            |
| År                          | Titel               | AUS                       | BEL                       | DEN                       | FRA                       | IRE                       | ITA                       | NLD                       | NZ                        | SWE                       | UK                        | Certificeringer | Album            |
| --------------------------- | ------------------- | ------------------------- | ------------------------- | ------------------------- | ------------------------- | ------------------------- | ------------------------- | ------------------------- | ------------------------- | ------------------------- | ------------------------- | --------------- | ---------------- |
| 1998                        | "DooDah!"           | 31                        | 5                         | 3                         | —                         | 21                        | —                         | 56                        | 31                        | 10                        | 7                         |                 | Toonage          |
| 1998                        | "Witch Doctor"      | —                         | 9                         | —                         | 22                        | 2                         | —                         | 12                        | 31                        | 13                        | 2                         | - UK: Guld      | Toonage          |
| 1999                        | "Yoko"              | —                         | 41                        | —                         | —                         | —                         | —                         | —                         | —                         | 51                        | 16                        |                 | Toonage          |
| 1999                        | "Let's Go Childish" | —                         | —                         | —                         | —                         | —                         | —                         | —                         | —                         | —                         | —                         |                 | Toonage          |
| 1999                        | "Aisy Waisy!"       | —                         | —                         | —                         | —                         | —                         | —                         | 34                        | —                         | —                         | —                         |                 |                  |
| 1999                        | "The X-mas Single"  | —                         | —                         | 9                         | —                         | —                         | —                         | —                         | —                         | 43                        | —                         |                 | non-album single |
| 2000                        | "Diddley-Dee"       | —                         | —                         | —                         | —                         | —                         | 40                        | —                         | —                         | 46                        | —                         |                 | Toontastic!      |
| 2000                        | "Mama-Loo"          | —                         | —                         | —                         | —                         | —                         | —                         | —                         | —                         | —                         | —                         |                 | Toontastic!      |
| 2001                        | "Big Coconuts"      | —                         | —                         | —                         | —                         | —                         | —                         | —                         | —                         | —                         | —                         |                 | Toontastic!      |
| 2005                        | "Day Oh"            | —                         | —                         | —                         | —                         | —                         | —                         | —                         | —                         | —                         | —                         |                 | Greatest Toons!  |
| 2023                        | "Shots"             | —                         | —                         | —                         | —                         | —                         | —                         | —                         | —                         | —                         | —                         |                 | non-album single |
| "—" nåede ikke hitlisterne. |                     |                           |                           |                           |                           |                           |                           |                           |                           |                           |                           |                 |                  |

#### Gæsteoptræden
| År                          | Titel                                                                    | Højeste hitlisteplacering | Album                 |
| År                          | Titel                                                                    | DEN                       | Album                 |
| --------------------------- | ------------------------------------------------------------------------ | ------------------------- | --------------------- |
| 1999                        | "Selv en dråbe" (som en del af velgørenhedssinglen til at hjælpe Kosovo) | 1                         | Grænseløs Greatest    |
| 2000                        | "Wobble-di-bubble-di-doo" (fra filmen Hjælp! Jeg er en fisk)             |                           | Hjælp! Jeg er en fisk |
| 2023                        | "DooDah 2k23" (i samarbejde med Marnage)                                 | —                         | Non-album single      |
| "—" nåede ikke hitlisterne. |                                                                          |                           |                       |